# Perrissina xanthopyga
Perrissina xanthopyga är en tvåvingeart som beskrevs av Malloch 1938. Perrissina xanthopyga ingår i släktet Perrissina och familjen parasitflugor. Inga underarter finns listade i Catalogue of Life.